# Nectarivore

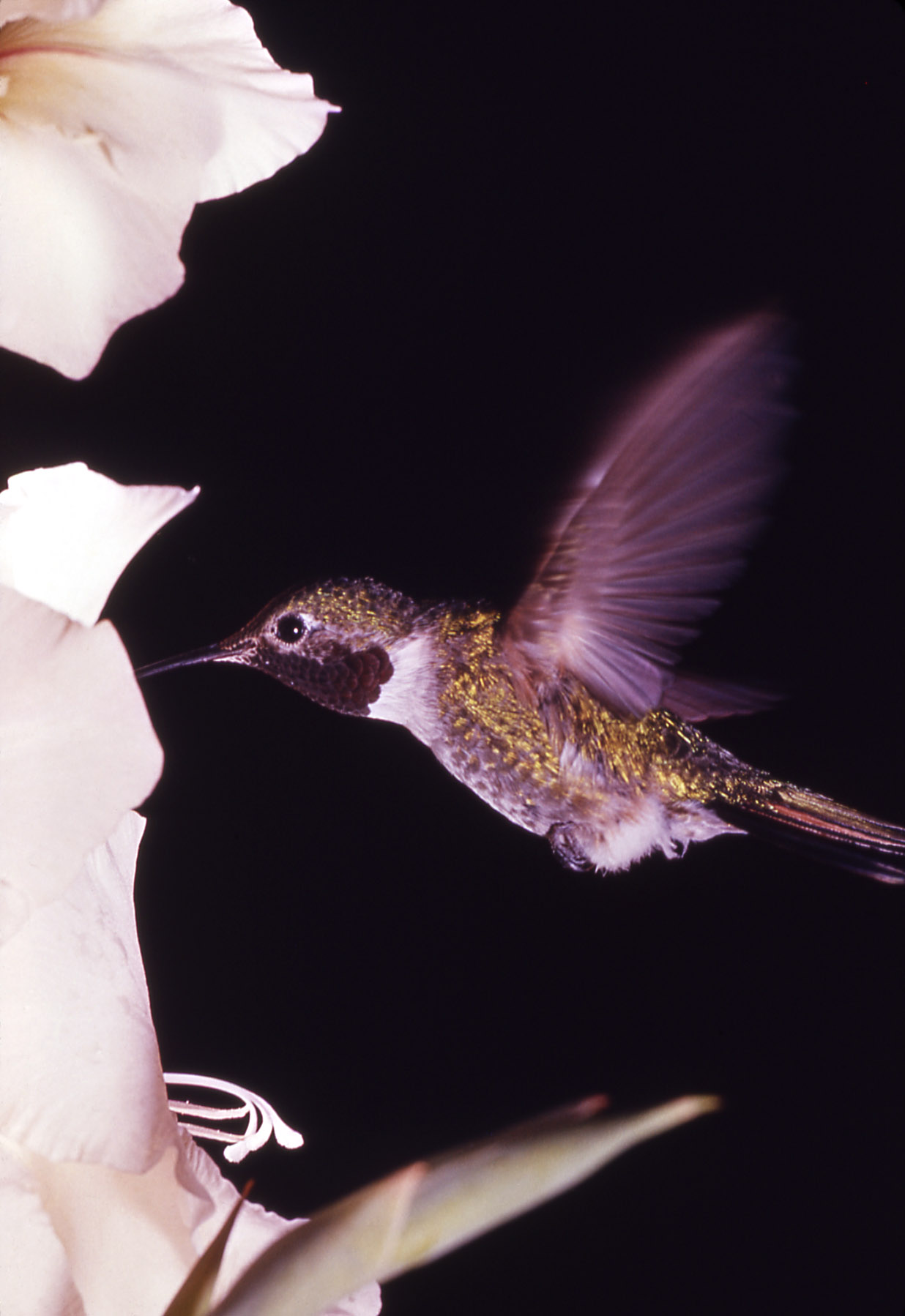
Un oiseau mouche se nourrissant de nectar

En zoologie, un animal est dit nectarivore lorsqu'il se nourrit de nectar, substance riche en sucre produite par les plantes à fleurs. La plupart des nectarivores sont des insectes ou des oiseaux, mais il y a aussi des mammifères nectarivores, notamment plusieurs espèces de chauve-souris, de même qu'une espèce d'opposum d'Australie. Il y a aussi des geckos (genre Phesulma) de l'île Maurice. Le terme est moins exclusif que d'autres termes en -vores ; de nombreux animaux considérés comme nectarivores peuvent aussi être insectivores. De nombreuses espèces dérobent le nectar, en ne rendant aucun service de pollinisation à la plante.

## Oiseaux nectarivores
- Trochilidae
- Nectariniidae
- Loriinae
- Oiseau-mouche
- Mohoidae